# Jason Scotland
Jason Kelvin Scotland (Morvant, 18 febbraio 1979) è un allenatore di calcio ed ex calciatore trinidadiano, di ruolo attaccante.

## Carriera
Jason "Rocket" Scotland esordì per T&T nel gennaio del 2000. Il suo ingresso nella Nazionale trinidadense fu positivo perché con due gol portò T&T ad una vittoria per 2-1 sul Dundee United il 19 gennaio 2003. L'allora manager dei Tangerines Ian McCall lo portò a Tannadice l'estate del 2003 dopo che si assicurò un permesso di lavoro. Fece il suo esordio il 31 agosto 2003, contro i Glasgow Rangers e segnò cinque volte nei suoi primi nove inizi nella Campionato di calcio scozzese. Mentre gioca per il St Johnstone, Jason Scotland segna la sua prima tripletta sul suolo scozzese contro lo Stranraer il 1º aprile 2006. Con 29 gol è il miglior marcatore del suo club (nell'insieme) per la stagione 2007-2008 che li ha aiutati nel conquistare la promozione al Championship League del 2008-2009.
Il 18 luglio 2009 viene acquistato dal Wigan, con cui firma in contratto biennale.
Nell'agosto del 2010 lascia il Wigan per legarsi all'Ipswich Town; nel gennaio del 2013 risolve il proprio contratto con l'Ipswich Town e, a pochi giorni di distanza sottoscrive un contratto che lo lega al Barnsley sino al termine della stagione.
Svincolatosi nell'estate del 2013, il 22 gennaio 2014 viene messo sotto contratto dagli scozzesi dell'Hamilton Academical.

## Palmarès

### Club

#### Competizioni nazionali
- Trinidad & Tobago FA Cup: 2

San Juan Jabloteh: 1998
Defence FOrce: 2002
- Football League One: 1

Swansea City: 2007-2008

#### Competizioni internazionali
- Campionato per club CFU: 1

Defence Force: 2001

### Individuale
- Capocannoniere della Scottish First Division: 1

2005-2006 (15 reti, alla pari con Bryan Prunty)
- Capocannoniere della Football League One: 1

2007-2008 (24 reti)